# Andreas Pöder
Andreas Pöder (Merano, 6 aprile 1967) è un politico italiano, di madrelingua tedesca. È l'Obmann della Bürger Union für Südtirol, fino al 2018, portavoce in consiglio regionale del Trentino-Alto Adige, oltre che uno dei principali esponenti della corrente indipendentista della Provincia autonoma di Bolzano. Il suo orientamento politico è di centro-destra.

## Biografia
Ha sempre vissuto a Lana, è sposato, e ha quattro figli; è giornalista radiofonico ed esperto di comunicazione. Entrato nel 1991 nel movimento fondato da Eva Klotz, ne scala presto i vertici, diventandone segretario politico nel 1995.
Nel 1996 si candida per la Camera dei deputati nella lista dell'Union für Südtirol non riuscendo ad essere eletto, ma prendendo il 9,4% dei voti nel collegio uninominale di appartenenza.
Viene eletto nel consiglio provinciale di Bolzano e regionale del Trentino-Alto Adige per la prima volta nel 1998 e riconfermato nel 2003, e poi rieletto nel 2008 e 2013. Non è stato rieletto nel 2018.
Nel 2005 Pöder è stato iscritto nel registro degli indagati per istigazione all'odio razziale. In particolare, l'accusa è quella di avere violato la legge Mancino per l'appoggio esterno fornito all'organizzazione neonazista Südtiroler Kameradschaftsring.
Ad accusare Pöder è stata un'intercettazione telefonica con la quale si complimentava con uno dei neonazisti dell'organizzazione per l'aggressione a un esponente della comunità ebraica. Per questo fatto è stato anche deferito ai probiviri del partito e la stessa leader dell'Union für Südtirol, Eva Klotz, lo ha duramente attaccato e condannato pubblicamente.
Durante il congresso del partito nel maggio 2007, Pöder presenta una mozione che ripristina la figura dell'Obmann. La mozione passa di stretta misura, e - di fatto - la co-leader del movimento, Eva Klotz, venne messa ai margini. Ne seguì una scissione: la Klotz uscirà dal partito con parte del gruppo dirigente, per fondare Süd-Tiroler Freiheit. Alle successive elezioni provinciali l'UfS viene ridimensionata, ma Pöder risulterà comunque eletto.
Pöder poi ha fondato il partito BürgerUnion, un partito di destra.
A seguito delle elezioni provinciali del 2018 è rimasto escluso dal Consiglio provinciale di Bolzano, dopo una tornata che ha visto la sua lista fermarsi all'1,3%.